# 王亚楠
王亚楠（1973年—），男，山东青岛人，中国大陆影视演员。毕业于上海戏剧学院。代表作有电影《我血我情》、《上海纪事》，电视剧《天下粮仓》、《天不藏奸》、《飞天舞》等。